# Аргиды

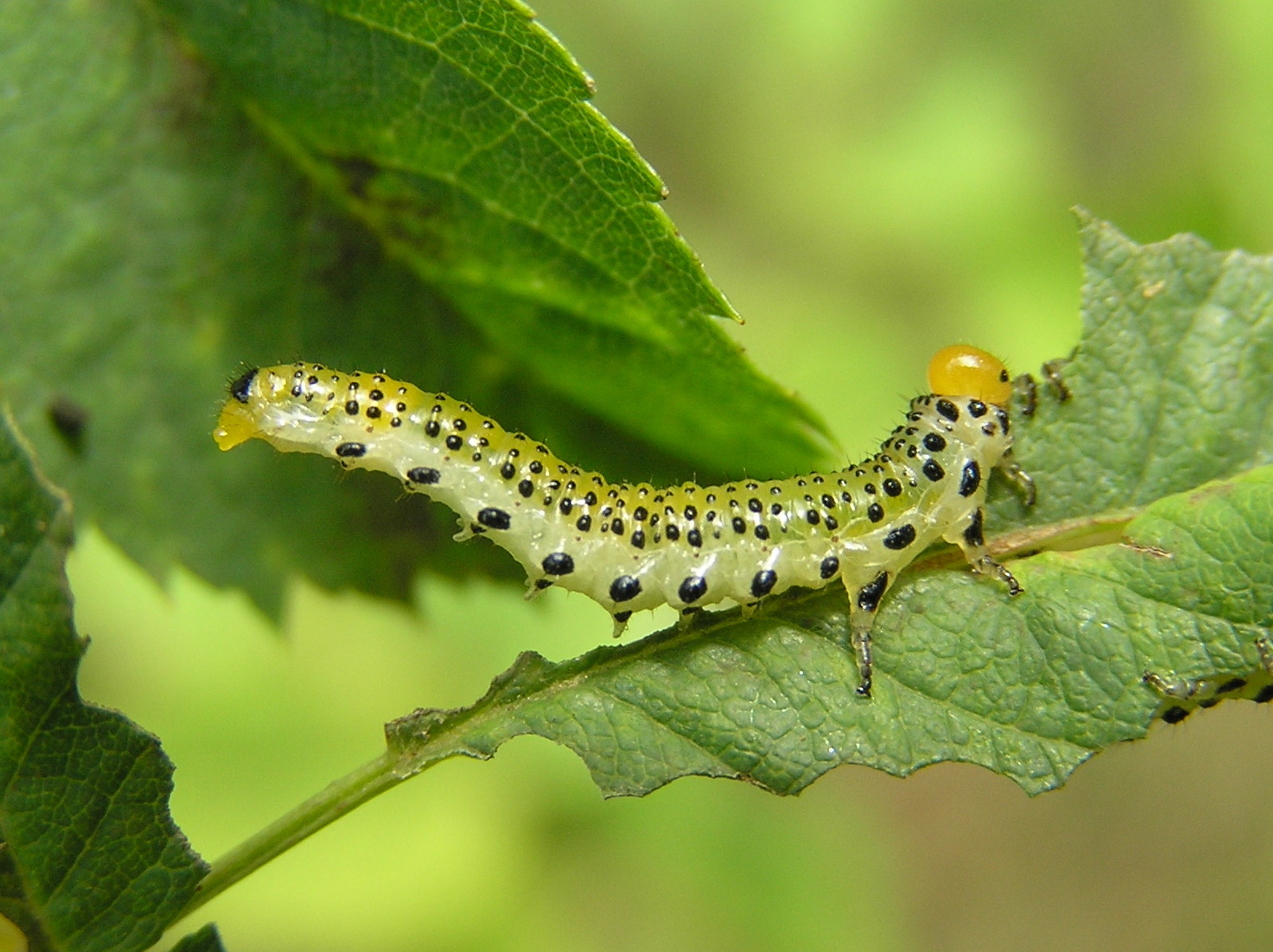
Личинка Arge pagana

Аргиды, или пилильщики-аргиды (лат. Argidae), — семейство сидячебрюхих перепончатокрылых из группы пилильщиков надсемейства Tenthredinoidea. Семейство включает в себя около 900 видов. Длина 4—16 мм.

## Распространение
Встречаются всесветно, кроме Мадагаскара, Антарктики и Новой Зеландии. Наибольшее число признанных родов (30, из которых 25 эндемичны) приходится на Неотропический регион; за ним следуют Палеарктический (16), Ориентальный (14), Афротропический (7) и Австралазийский (6) регионы (Taeger et al., 2010; Smith & Malagón-Aldana, 2020). Что касается подсемейств (Smith, 1992), то Atomacerinae встречается только в Западном полушарии; Dielocerinae и Erigleninae эндемичны для Неотропиков; Zenarginae ограничены Австралией, а подсемейства Arginae и Sterictiphorinae распространены почти во всем мире (Smith, 1992).
В России 6 родов, около 100 видов.

## Классификация
60 родов и более 900 видов (почти половина из которых в составе рода Arge). Ранее выделяли несколько подсемейств: Arginae	(13 родов и 443 вида), Athermantinae (7 и 39), Atomacerinae (1 и 34), Dielocerinae (6 и 27), Erigleninae	(4 и 34), Sterictiphorinae (27 и 330) и Zenarginae	(1 и 1). По современным взглядам (2021) выделяют только два подсемейства, Arginae и Sterictiphorinae (в первое включают Athermantinae, а все остальные синонимизируют со вторым), а Zenarginae выделено в отдельное семейство Zenargidae с одним видом Zenarge turneri.
- Arginae
  - Antargidium Morice, 1919
  - Arge Schrank, 1802
  - Asiarge Gussakovskii, 1935
  - Brevisceniana Wei, 2005
  - Kokujewia Konow, 1902
  - Pseudarge
  - Scobina Lepeletier & Serville, 1828
  - Sjoestedtia Konow, 1907
  - Spinarge Wei, 1998
  - Triarge
  - Zhuhongfuna
  - † Mioarge Nel, 2004
- ? Athermantinae (=Arginae)
  - Athermantus
  - Cibdela
  - Pampsilota
  - Pseudosinarge
  - Sinarge
  - Tanyphatnidea
- Atomacerinae
  - Atomocera Say, 1836
- Erigleninae
  - Eriglenum
  - Neurogymnia
  - Sericoceros Martorell, 1941
  - Subsymmia
- Dielocorinae
  - Dielocerus
  - Digelasinus
  - Mallerina
  - Pachylota
  - Themos
  - Topotrita
- ?Pachylotinae (=Dielocorinae)
- Sterictophorinae
  - Acrogymnia Malaise, 1941
  - Acrogymnidea Malaise, 1955
  - Adurgoa Malaise, 1937
  - Aproceros Malaise, 1931
  - Aprosthema Konow, 1899
  - Brachyphatnus Konow, 1906
  - Didymia Lepeletier, 1825
  - Duckeana Malaise, 1941
  - Durgoa Malaise, 1937
  - Manaos Rohwer, 1912
  - Neoptilia Ashmead, 1898
  - Ortasiceros Wei, 1997
  - Pseudaprosthema Gussakovskij, 1935
  - Ptenus Kirby, 1882
  - Ptilia Lepeletier, 1825
  - Schizocerella Forsius, 1927
  - Sphacophilus Provancher, 1888
  - Sterictiphora Billberg, 1820
  - Styphelarge Benson, 1938
  - Tanymeles Konow, 1906
  - Trailia Cameron, 1878
  - Trichorhachus Kirby, 1882
  - Triptenus Malaise, 1937
  - Trochophora Konow, 1905
  - Yasumatsua Togashi, 1970
  - Zynzus Smith, 1992
- ? Theminae (=Dielocorinae)
- ? Trichorhachinae (=Sterictophorinae)
- Zenarginae
  - Zenarge Rohwer, 1918